# Acanthomytilus spinosus
Acanthomytilus spinosus är en insektsart som beskrevs av Borchsenius 1958. Acanthomytilus spinosus ingår i släktet Acanthomytilus och familjen pansarsköldlöss. Inga underarter finns listade i Catalogue of Life.